# Polo G/Diskografie
Diese Diskografie ist eine Übersicht über die musikalischen Werke des US-amerikanischen Rappers Polo G. Den Schallplattenauszeichnungen zufolge hat er bisher mehr als 100,2 Millionen Tonträger verkauft, davon alleine in seiner Heimat über 89,5 Millionen. Seine erfolgreichste Veröffentlichung ist die Single Pop Out mit über 10,1 Millionen verkauften Einheiten.

## Alben

### Studioalben
| Jahr | Titel                                    | Höchstplatzierung, Gesamtwochen, AuszeichnungChartplatzierungen (Jahr, Titel, Platzierungen, Wochen, Auszeichnungen, Anmerkungen) | Höchstplatzierung, Gesamtwochen, AuszeichnungChartplatzierungen (Jahr, Titel, Platzierungen, Wochen, Auszeichnungen, Anmerkungen) | Höchstplatzierung, Gesamtwochen, AuszeichnungChartplatzierungen (Jahr, Titel, Platzierungen, Wochen, Auszeichnungen, Anmerkungen) | Höchstplatzierung, Gesamtwochen, AuszeichnungChartplatzierungen (Jahr, Titel, Platzierungen, Wochen, Auszeichnungen, Anmerkungen) | Höchstplatzierung, Gesamtwochen, AuszeichnungChartplatzierungen (Jahr, Titel, Platzierungen, Wochen, Auszeichnungen, Anmerkungen) | Anmerkungen                                               |
| Jahr | Titel                                    | DE | AT | CH | UK | US | Anmerkungen                                               |
| ---- | ---------------------------------------- | --- | --- | --- | --- | --- | --------------------------------------------------------- |
| 2019 | Die a Legend Columbia Records (Sony)     | — | — | — | UK— GoldUK | US6 ×2Doppelplatin · (124 Wo.)US                                                                                                  | Erstveröffentlichung: 7. Juni 2019 Verkäufe: + 2.285.000  |
| 2020 | The Goat Columbia Records (Sony)         | DE98 (1 Wo.)DE | AT41 (1 Wo.)AT | CH40 (1 Wo.)CH | UK6 Gold · (48 Wo.)UK | US2 ×2Doppelplatin · (178 Wo.)US                                                                                                  | Erstveröffentlichung: 15. Mai 2020 Verkäufe: + 2.335.000  |
| 2021 | Hall of Fame Columbia Records (Sony)     | DE28 (2 Wo.)DE | AT7 (1 Wo.)AT | CH5 (3 Wo.)CH | UK3 Silber · (11 Wo.)UK | US1 ×2Doppelplatin · (102 Wo.)US                                                                                                  | Erstveröffentlichung: 11. Juni 2021 Verkäufe: + 2.230.000 |
| 2021 | Hall of Fame 2.0 Columbia Records (Sony) | — | — | — | UK32 Silber · (2 Wo.)UK | — | Erstveröffentlichung: 3. Dezember 2021 Verkäufe: + 75.000 |
| 2024 | Hood Poet Columbia Records (Sony)        | — | — | — | — | US28 (2 Wo.)US | Erstveröffentlichung: 9. August 2024                      |

## Singles

### Als Leadmusiker
| Jahr | Titel Album                                | Höchstplatzierung, Gesamtwochen, AuszeichnungChartplatzierungen (Jahr, Titel, Album, Platzierungen, Wochen, Auszeichnungen, Anmerkungen) | Höchstplatzierung, Gesamtwochen, AuszeichnungChartplatzierungen (Jahr, Titel, Album, Platzierungen, Wochen, Auszeichnungen, Anmerkungen) | Höchstplatzierung, Gesamtwochen, AuszeichnungChartplatzierungen (Jahr, Titel, Album, Platzierungen, Wochen, Auszeichnungen, Anmerkungen) | Höchstplatzierung, Gesamtwochen, AuszeichnungChartplatzierungen (Jahr, Titel, Album, Platzierungen, Wochen, Auszeichnungen, Anmerkungen) | Höchstplatzierung, Gesamtwochen, AuszeichnungChartplatzierungen (Jahr, Titel, Album, Platzierungen, Wochen, Auszeichnungen, Anmerkungen) | Anmerkungen |
| Jahr | Titel Album                                | DE | AT | CH | UK | US | Anmerkungen |
| --- | ------------------------------------------ | --- | --- | --- | --- | --- | --- |
| 2018 | Neva Cared –                               | — | — | — | — | — | Erstveröffentlichung: 11. März 2018                                                                                  |
| 2018 | The Come Up –                              | — | — | — | — | — | Erstveröffentlichung: 3. Mai 2018                                                                                    |
| 2018 | Gang WithMe –                              | — | — | — | — | — | Erstveröffentlichung: 15. Juli 2018                                                                                  |
| 2018 | Hollywood –                                | — | — | — | — | — | Erstveröffentlichung: 14. Oktober 2018                                                                               |
| 2018 | Finer Things Die a Legend                  | — | — | — | UK— SilberUK | US— ×3DreifachplatinUS | Erstveröffentlichung: 30. November 2018 Verkäufe: + 3.360.000                                                        |
| 2019 | Battle Cry Die a Legend                    | — | — | — | — | US— GoldUS | Erstveröffentlichung: 31. Januar 2019 Verkäufe: + 500.000                                                            |
| 2019 | Pop Out Die a Legend                       | — | — | — | UK41 Platin · (10 Wo.)UK | US11 ×9Neunfachplatin · (27 Wo.)US | Erstveröffentlichung: 1. Februar 2019 Verkäufe: + 10.325.000; feat. Lil Tjay                                         |
| 2019 | Deep Wounds Die a Legend                   | — | — | — | — | US— GoldUS | Erstveröffentlichung: 17. Mai 2019 Verkäufe: + 500.000                                                               |
| 2019 | Pop Out Again Die a Legend                 | — | — | — | — | — | Erstveröffentlichung: 7. Juni 2019 feat. Lil Baby & Gunna                                                            |
| 2019 | Heartless The Goat                         | — | — | — | UK— SilberUK | US— ×2DoppelplatinUS | Erstveröffentlichung: 23. September 2019 Verkäufe: + 2.360.000; feat. Mustard                                        |
| 2020 | First Place –                              | — | — | — | — | US— GoldUS | Erstveröffentlichung: 17. Januar 2020 Verkäufe: + 500.000; feat. Lil Tjay                                            |
| 2020 | Go Stupid The Goat                         | — | — | — | UK— SilberUK | US60 ×3Dreifachplatin · (9 Wo.)US | Erstveröffentlichung: 14. Februar 2020 Verkäufe: + 3.440.000 mit Stunna 4 Vegas & NLE Choppa feat. Mike Will Made It |
| 2020 | DND The Goat                               | — | — | — | — | US84 Platin · (1 Wo.)US | Erstveröffentlichung: 10. April 2020 Verkäufe: + 1.000.000                                                           |
| 2020 | Wishing for a Hero The Goat                | — | — | — | — | — | Erstveröffentlichung: 3. Juni 2020 feat. BJ the Chicago Kid                                                          |
| 2020 | Martin & Gina The Goat                     | — | — | — | UK48 Platin · (33 Wo.)UK | US61 ×7Siebenfachplatin · (19 Wo.)US | Erstveröffentlichung: 13. August 2020 Verkäufe: + 8.465.000                                                          |
| 2020 | Epidemic Hall of Fame                      | — | — | — | UK54 Silber · (2 Wo.)UK | US47 ×2Doppelplatin · (4 Wo.)US | Erstveröffentlichung: 25. September 2020 Verkäufe: + 2.295.000                                                       |
| 2021 | GNF (OKOKOK) Hall of Fame                  | — | — | — | — | US55 Gold · (1 Wo.)US | Erstveröffentlichung: 5. Februar 2021 Verkäufe: + 540.000                                                            |
| 2021 | Headshot Destined 2 Win                    | — | — | — | UK40 Silber · (6 Wo.)UK | US42 ×2Doppelplatin · (7 Wo.)US | Erstveröffentlichung: 19. März 2021 Verkäufe: + 2.360.000; mit Lil Tjay & Fivio Foreign                              |
| 2021 | Rapstar Hall of Fame                       | DE29 (9 Wo.)DE | AT14 (9 Wo.)AT | CH14 Gold · (13 Wo.)CH | UK3 Platin · (16 Wo.)UK | US1 ×7Siebenfachplatin · (20 Wo.)US | Erstveröffentlichung: 9. April 2021 Verkäufe: + 8.330.000                                                            |
| 2021 | Gang Gang Hall of Fame                     | — | — | — | UK56 (1 Wo.)UK | US33 Platin · (5 Wo.)US | Erstveröffentlichung: 21. Mai 2021 Verkäufe: + 1.080.000; feat. Lil Wayne                                            |
| 2021 | Waves Culture Jam                          | — | — | — | — | — | Erstveröffentlichung: 23. Juli 2021 mit Gunna                                                                        |
| 2021 | Better Days –                              | — | — | — | UK32 Gold · (12 Wo.)UK | US23 Platin · (20 Wo.)US | Erstveröffentlichung: 24. September 2021 Verkäufe: + 1.630.000; mit Neiked & Mae Muller                              |
| 2021 | Bad Man (Smooth Criminal) Hall of Fame 2.0 | — | — | — | UK47 (2 Wo.)UK | US49 Platin · (5 Wo.)US | Erstveröffentlichung: 12. November 2021 Verkäufe: + 1.000.000                                                        |
| 2022 | Distraction Hood Poet                      | DE— aDE | — | — | UK61 (1 Wo.)UK | US39 Gold · (2 Wo.)US | Erstveröffentlichung: 3. Juni 2022 Verkäufe: + 540.000                                                               |
| 2023 | No Time Wasted –                           | — | — | — | — | US69 (1 Wo.)US | Erstveröffentlichung: 17. Februar 2023 feat. Future                                                                  |
| 2023 | Barely Holdin’ On Hood Poet                | — | — | — | — | US68 Gold · (1 Wo.)US | Erstveröffentlichung: 18. August 2023 Verkäufe: + 500.000                                                            |
| Folgende Lieder erschienen nicht als Single, wurden aber durch das Album zum Download und Streaming bereitgestellt und konnten somit eine Platzierung erlangen: |                                            | | | | | | |
| |                                            | | | | | | |
| 2020 | Flex The Goat                              | — | — | — | UK91 Silber · (1 Wo.)UK | US30 ×3Dreifachplatin · (9 Wo.)US | Charteinstieg: 28. Mai 2020 Verkäufe: + 3.440.000; feat. Juice Wrld                                                  |
| 2020 | Be Something The Goat                      | — | — | — | — | US57 ×2Doppelplatin · (2 Wo.)US | Charteinstieg: 30. Mai 2020 Verkäufe: + 2.000.000; feat. Lil Baby                                                    |
| 2020 | 21 The Goat                                | — | — | — | UK— GoldUK | US62 ×4Vierfachplatin · (8 Wo.)US | Charteinstieg: 30. Mai 2020 Verkäufe: + 4.525.000                                                                    |
| 2020 | Don’t Believe the Hype The Goat            | — | — | — | — | US88 Gold · (1 Wo.)US | Charteinstieg: 30. Mai 2020 Verkäufe: + 500.000                                                                      |
| 2020 | Beautiful Pain (Losin’ My Mind) The Goat   | — | — | — | — | US92 Platin · (1 Wo.)US | Charteinstieg: 30. Mai 2020 Verkäufe: + 1.000.000                                                                    |
| 2020 | 33 The Goat                                | — | — | — | — | US93 Platin · (1 Wo.)US | Charteinstieg: 30. Mai 2020 Verkäufe: + 1.000.000                                                                    |
| 2020 | I Know The Goat                            | — | — | — | UK— SilberUK | US95 ×2Doppelplatin · (1 Wo.)US | Charteinstieg: 30. Mai 2020 Verkäufe: + 2.200.000                                                                    |
| 2020 | When You Down Virgo World                  | — | — | — | — | US90 (1 Wo.)US | Charteinstieg: 30. Mai 2020 mit Lil Tecca feat. Lil Durk                                                             |
| 2021 | No Return Hall of Fame                     | — | — | — | UK47 (1 Wo.)UK | US26 Gold · (2 Wo.)US | Charteinstieg: 24. Juni 2021 Verkäufe: + 540.000; feat. The Kid Laroi & Lil Durk                                     |
| 2021 | Black Hearted Hall of Fame                 | — | — | — | UK65 (1 Wo.)UK | US53 Platin · (1 Wo.)US | Charteinstieg: 24. Juni 2021 Verkäufe: + 1.000.000                                                                   |
| 2021 | Painting Pictures Hall of Fame             | — | — | — | — | US59 Gold · (1 Wo.)US | Charteinstieg: 26. Juni 2021 Verkäufe: + 500.000                                                                     |
| 2021 | Toxic Hall of Fame                         | — | — | — | — | US63 Gold · (1 Wo.)US | Charteinstieg: 26. Juni 2021 Verkäufe: + 500.000                                                                     |
| 2021 | Clueless Hall of Fame                      | — | — | — | — | US79 Gold · (1 Wo.)US | Charteinstieg: 26. Juni 2021 Verkäufe: + 500.000; feat. Pop Smoke & Fivio Foreign                                    |
| 2021 | Heart of a Giant Hall of Fame              | — | — | — | — | US83 Gold · (1 Wo.)US | Charteinstieg: 26. Juni 2021 Verkäufe: + 500.000; feat. Rod Wave                                                     |
| 2021 | Party Lyfe Hall of Fame                    | — | — | — | — | US85 Gold · (1 Wo.)US | Charteinstieg: 26. Juni 2021 Verkäufe: + 500.000; feat. DaBaby                                                       |
| 2021 | Go Part I Hall of Fame                     | — | — | — | — | US86 (1 Wo.)US | Charteinstieg: 26. Juni 2021 feat. G Herbo                                                                           |
| 2021 | Boom Hall of Fame                          | — | — | — | — | US89 (1 Wo.)US | Charteinstieg: 26. Juni 2021                                                                                         |
| 2021 | Bloody Canvas Hall of Fame                 | — | — | — | — | US97 Gold · (1 Wo.)US | Charteinstieg: 26. Juni 2021 Verkäufe: + 500.000                                                                     |
| 2021 | Cry No More 25                             | — | — | — | — | US81 (1 Wo.)US | Charteinstieg: 17. Juli 2021 mit G Herbo & Lil Tjay                                                                  |
| 2021 | Don’t Play Hall of Fame 2.0                | — | — | — | — | US66 Gold · (1 Wo.)US | Charteinstieg: 18. Dezember 2021 Verkäufe: + 500.000; feat. Lil Baby                                                 |
| 2021 | Young n Dumb Hall of Fame 2.0              | — | — | — | — | US87 (1 Wo.)US | Charteinstieg: 18. Dezember 2021                                                                                     |
| 2021 | Start Up Again Hall of Fame 2.0            | — | — | — | — | US94 (1 Wo.)US | Charteinstieg: 18. Dezember 2021 feat. Moneybagg Yo                                                                  |
| 2021 | Partin Ways Hall of Fame 2.0               | — | — | — | — | US100 Platin · (1 Wo.)US | Charteinstieg: 18. Dezember 2021 Verkäufe: + 1.000.000                                                               |

### Als Gastmusiker
| Jahr | Titel Album                                                                        | Höchstplatzierung, Gesamtwochen, AuszeichnungChartplatzierungen (Jahr, Titel, Album, Platzierungen, Wochen, Auszeichnungen, Anmerkungen) | Höchstplatzierung, Gesamtwochen, AuszeichnungChartplatzierungen (Jahr, Titel, Album, Platzierungen, Wochen, Auszeichnungen, Anmerkungen) | Höchstplatzierung, Gesamtwochen, AuszeichnungChartplatzierungen (Jahr, Titel, Album, Platzierungen, Wochen, Auszeichnungen, Anmerkungen) | Höchstplatzierung, Gesamtwochen, AuszeichnungChartplatzierungen (Jahr, Titel, Album, Platzierungen, Wochen, Auszeichnungen, Anmerkungen) | Höchstplatzierung, Gesamtwochen, AuszeichnungChartplatzierungen (Jahr, Titel, Album, Platzierungen, Wochen, Auszeichnungen, Anmerkungen) | Anmerkungen                                                                                              |
| Jahr | Titel Album                                                                        | DE | AT | CH | UK | US | Anmerkungen                                                                                              |
| --- | ---------------------------------------------------------------------------------- | --- | --- | --- | --- | --- | --- |
| 2019 | No Patience –                                                                      | — | — | — | — | — | Erstveröffentlichung: 3. Mai 2019 CashMoneyAP feat. Polo G & NoCap                                       |
| 2019 | Caroline Wildboy                                                                   | — | — | — | — | — | Erstveröffentlichung: 8. Mai 2019 Calboy feat. Polo G                                                    |
| 2019 | All In –                                                                           | — | — | — | — | — | Erstveröffentlichung: 5. Juli 2019 Clever feat. Polo G & G Herbo                                         |
| 2019 | Marvelous QPac                                                                     | — | — | — | — | — | Erstveröffentlichung: 26. November 2019 Quando Rondo feat. Polo G                                        |
| 2020 | 3 Headed Goat Just Cause Y’All Waited 2                                            | — | — | — | UK— SilberUK | US43 ×4Vierfachplatin · (16 Wo.)US | Erstveröffentlichung: 7. Mai 2020 Verkäufe: + 4.200.000; Lil Durk feat. Lil Baby & Polo G                |
| 2020 | Pricetag Beyond Bulletproof                                                        | — | — | — | — | — | Erstveröffentlichung: 8. April 2020 Mozzy feat. Polo G & Lil Poppa                                       |
| 2020 | Doors Unlocked –                                                                   | — | — | — | — | — | Erstveröffentlichung: 31. Juli 2020 Murda Beatz feat. Polo G & Ty Dolla Sign                             |
| 2020 | Purple –                                                                           | — | — | — | — | — | Erstveröffentlichung: 6. August 2020 Charlie Sloth feat. Polo G & Deno                                   |
| 2020 | Bookbag 2.0 Bad Intentions                                                         | — | — | — | — | — | Erstveröffentlichung: 18. September 2020 BigKayBeezy feat. Polo G                                        |
| 2020 | Bop It –                                                                           | — | — | — | — | — | Erstveröffentlichung: 2. Oktober 2020 Fivio Foreign feat. Polo G                                         |
| 2020 | The Code Welcome to O’Block                                                        | — | — | — | — | US66 Platin · (1 Wo.)US | Erstveröffentlichung: 30. Oktober 2020 Verkäufe: + 1.000.000; King Von feat. Polo G                      |
| 2020 | Goat Talk 2 –                                                                      | — | — | — | — | — | Erstveröffentlichung: 13. November 2020 Hotboii feat. Polo G                                             |
| 2021 | Patience All Over the Place                                                        | — | — | — | UK3 Silber · (9 Wo.)UK | — | Erstveröffentlichung: 12. März 2021 Verkäufe: + 200.000; KSI feat. Yungblud & Polo G                     |
| 2021 | Richer SoulFly                                                                     | — | — | — | — | US22 ×4Vierfachplatin · (7 Wo.)US | Erstveröffentlichung: 26. März 2021 Verkäufe: + 4.000.000; Rod Wave feat. Polo G                         |
| 2021 | Beat Box 5 –                                                                       | — | — | — | — | — | Erstveröffentlichung: 23. April 2021 SpotemGottem feat. Polo G                                           |
| 2021 | Last One Standing Venom: Let There Be Carnage (Original Motion Picture Soundtrack) | DE84 (1 Wo.)DE | — | CH48 (1 Wo.)CH | UK46 (5 Wo.)UK | US78 Gold · (1 Wo.)US | Erstveröffentlichung: 30. September 2021 Verkäufe: + 520.000; Skylar Grey feat. Polo G, Mozzy & Eminem   |
| 2021 | Jumpin Me vs. Me                                                                   | — | — | — | — | US89 Gold · (1 Wo.)US | Erstveröffentlichung: 5. November 2021 Verkäufe: + 540.000; NLE Choppa feat. Polo G                      |
| 2023 | Heartbroken Diplo Presents Thomas Wesley, Chapter 2: Swamp Savant                  | — | — | — | — | US64 Platin · (5 Wo.)US | Erstveröffentlichung: 21. Juli 2023 Verkäufe: + 1.015.000; Diplo feat. Polo G & Jessie Murph             |
| Folgende Lieder erschienen nicht als Single, wurden aber durch das Album zum Download und Streaming bereitgestellt und konnten somit eine Platzierung erlangen: |                                                                                    | | | | | | |
| |                                                                                    | | | | | | |
| 2020 | Hate the Other Side Legends Never Die                                              | — | — | CH86 (1 Wo.)CH | UK— SilberUK | US10 Platin · (7 Wo.)US | Charteinstieg: 19. Juli 2020 Verkäufe: + 1.225.000; Juice Wrld & Marshmello feat. Polo G & The Kid Laroi |
| 2021 | Free Promo A Gangsta’s Pain                                                        | — | — | — | — | US80 (1 Wo.)US | Charteinstieg: 8. Mai 2021 Moneybagg Yo feat. Polo G & Lil Durk                                          |
| 2021 | Malibu Culture III                                                                 | — | — | — | — | US65 (1 Wo.)US | Charteinstieg: 26. Juni 2021 Migos feat. Polo G                                                          |
| 2021 | Not Sober F*ck Love 3: Over You                                                    | DE— bDE | — | — | UK42 (3 Wo.)UK | US41 Gold · (3 Wo.)US | Charteinstieg: 5. August 2021 Verkäufe: + 540.000; The Kid Laroi feat. Polo G & Stunna Gambino           |
| 2021 | Rich MF Trip at Knight                                                             | — | — | — | — | US56 Gold · (1 Wo.)US | Charteinstieg: 4. September 2021 Verkäufe: + 500.000; Trippie Redd feat. Lil Durk & Polo G               |
| 2021 | Feline Fighting Demons                                                             | — | — | — | — | US56 (1 Wo.)US | Charteinstieg: 25. Dezember 2021 Juice Wrld feat. Polo G & Trippie Redd                                  |

## Statistik

### Chartauswertung
|                     | DE    | AT    | CH    | UK    | US    |
| ------------------- | ----- | ----- | ----- | ----- | ----- |
| Nummer-eins-Alben   | DE—DE | AT—AT | CH—CH | UK—UK | US1US |
| Top-10-Alben        | DE—DE | AT1AT | CH1CH | UK2UK | US3US |
| Alben in den Charts | DE2DE | AT2AT | CH2CH | UK3UK | US4US |

|                       | DE    | AT    | CH    | UK     | US     |
| --------------------- | ----- | ----- | ----- | ------ | ------ |
| Nummer-eins-Singles   | DE—DE | AT—AT | CH—CH | UK—UK  | US1US  |
| Top-10-Singles        | DE—DE | AT—AT | CH—CH | UK2UK  | US2US  |
| Singles in den Charts | DE2DE | AT1AT | CH3CH | UK15UK | US49US |

### Auszeichnungen für Musikverkäufe
| Silberne Schallplatte - Vereinigtes Königreich - 2021: für das Lied Through da Storm - 2023: für das Lied Chosen 1 Goldene Schallplatte - Australien - 2019: für die Single Pop Out - 2022: für das Album The Goat - Belgien - 2022: für die Single Rapstar - Brasilien - 2024: für das Lied Hate the Other Side - 2024: für die Single Better Days - 2024: für die Single Last One Standing - Dänemark - 2022: für das Lied 21 - 2022: für die Single Better Days - 2023: für das Album Hall of Fame - 2024: für das Lied Through da Storm - 2025: für das Lied Chosen 1 - Griechenland - 2021: für die Single Rapstar - Italien - 2023: für die Single Martin & Gina - Kanada - 2022: für das Lied Not Sober - 2023: für die Single Jumpin - 2024: für die Single Distraction - 2024: für die Single GNF (OKOKOK) - 2024: für die Single No Return - Neuseeland - 2021: für die Single Rapstar - 2022: für die Single Better Days - 2024: für die Single Epidemic - 2024: für die Single Heartbroken - Polen - 2024: für die Single Martin & Gina - 2024: für die Single Rapstar - 2024: für die Single Pop Out - Portugal - 2021: für die Single Rapstar - 2022: für das Lied Hate the Other Side - Schweden - 2022: für das Album Die a Legend - 2022: für das Album The Goat - Vereinigte Staaten - 2022: für das Lied BST - 2023: für das Lied Picture This - 2023: für das Lied Trials & Tribulations - 2024: für das Lied Unapologetic - 2024: für das Lied So Real - 2025: für das Lied Relentless | Platin-Schallplatte - Australien - 2022: für die Single Better Days - Dänemark - 2021: für das Album The Goat - 2022: für die Single Pop Out - 2022: für das Album Die a Legend - 2023: für die Single Martin & Gina - 2023: für die Single Rapstar - Kanada - 2020: für das Lied 21 - 2022: für die Single Better Days - 2024: für die Single Gang Gang - 2024: für die Single Epidemic - 2024: für das Lied Chosen 1 - Neuseeland - 2022: für das Album The Goat - 2024: für das Album Hall of Fame 2.0 - Schweden - 2021: für die Single Rapstar - Vereinigte Staaten - 2021: für das Lied Dyin’ Breed - 2022: für das Lied Effortless 2× Platin-Schallplatte - Australien - 2021: für die Single Martin & Gina - 2021: für die Single Rapstar - Kanada - 2022: für die Single Headshot - 2024: für das Album Die a Legend - 2024: für die Single Heartless - 2024: für die Single Finer Things - 2024: für das Lied Through da Storm - 2024: für das Album Hall of Fame - Neuseeland - 2025: für die Single Pop Out - Vereinigte Staaten - 2022: für das Lied Through da Storm - 2024: für das Lied Chosen 1 | 3× Platin-Schallplatte - Kanada - 2024: für das Album The Goat - 2024: für die Single Go Stupid - 2024: für die Single Flex 6× Platin-Schallplatte - Kanada - 2024: für die Single Rapstar 7× Platin-Schallplatte - Kanada - 2024: für die Single Martin & Gina 9× Platin-Schallplatte - Kanada - 2024: für die Single Pop Out |

Anmerkung: Auszeichnungen in Ländern aus den Charttabellen bzw. Chartboxen sind in ebendiesen zu finden.
| Land/RegionAuszeichnungen für Musikverkäufe (Land/Region, Auszeichnungen, Verkäufe, Quellen) | Silber       | Gold       | Platin         | Verkäufe   | Quellen              |
| -------------------------------------------------------------------------------------------- | ------------ | ---------- | -------------- | ---------- | -------------------- |
| Australien (ARIA)                                                                            | —            | 2× Gold2   | 5× Platin5     | 420.000    | aria.com.au          |
| Belgien (BRMA)                                                                               | —            | Gold1      | —              | 20.000     | ultratop.be          |
| Brasilien (PMB)                                                                              | —            | 3× Gold3   | —              | 60.000     | pro-musicabr.org.br  |
| Dänemark (IFPI)                                                                              | —            | 5× Gold5   | 5× Platin5     | 500.000    | ifpi.dk              |
| Griechenland (IFPI)                                                                          | —            | Gold1      | —              | 10.000     | Einzelnachweise      |
| Italien (FIMI)                                                                               | —            | Gold1      | —              | 50.000     | fimi.it              |
| Kanada (MC)                                                                                  | —            | 5× Gold5   | 48× Platin48   | 3.880.000  | musiccanada.com      |
| Neuseeland (RMNZ)                                                                            | —            | 4× Gold4   | 4× Platin4     | 157.500    | radioscope.co.nz NZ2 |
| Polen (ZPAV)                                                                                 | —            | 3× Gold3   | —              | 75.000     | olis.pl              |
| Portugal (AFP)                                                                               | —            | 2× Gold2   | —              | 10.000     | Einzelnachweise      |
| Schweden (IFPI)                                                                              | —            | 2× Gold2   | Platin1        | 110.000    | sverigetopplistan.se |
| Schweiz (IFPI)                                                                               | —            | Gold1      | —              | 10.000     | hitparade.ch         |
| Vereinigte Staaten (RIAA)                                                                    | —            | 25× Gold25 | 77× Platin77   | 89.500.000 | riaa.com             |
| Vereinigtes Königreich (BPI)                                                                 | 14× Silber14 | 4× Gold4   | 3× Platin3     | 5.320.000  | bpi.co.uk            |
| Insgesamt                                                                                    | 14× Silber14 | 59× Gold59 | 143× Platin143 |            |                      |